# Коты (Ровненская область)
Коты (укр. Коти) — село в Крупецкой сельской общине Дубенского района Ровненской области Украины.
До 2020 года входило в Радивиловский район.
Население по переписи 2001 года составляло 31 человек.

## Физико-географическая характеристика
Коты фактически расположены у автомобильной трассы М-06. Высота селения над уровнем моря — 244 метров. В Котах установлен геодезический знак. Площадь села составляет 0,137 км²

## История
Датой основания села считается 1642 год. Село упоминается на Польской тактической карте западной Украины 1924—1939. По состоянию на 1973 года село входило в состав Сытненского сельского совета (центр — село Сытное) Червоноармейского района Ровенской области.
С 15 декабря 2015 года входит в состав Крупецкой общины. По состоянию на 2017 год у села Коты отсутствовал генеральный план.

## Население
На 1989 год в селе проживало 57 человек (27 мужчин и 30 женщин). В 2001 году по переписи населения в Котах проживал 31 человека, 100 % из которых родным языком указали украинский.